# Anthracite (série télévisée, 2024)
Pour les articles homonymes, voir Anthracite (homonymie).
Anthracite (titre complet : Anthracite : Le mystère de la secte des Écrins) est une mini-série télévisée française en 6 épisodes d'environ 50 minutes, créée par Fanny Robert et Maxime Berthemy et diffusée le 10 avril 2024 sur la plateforme Netflix. Elle s'inspire de l'affaire de la secte de l'ordre du Temple solaire, à l'origine du massacre de décembre 1995 en Isère.

## Synopsis
Lorsque le journaliste Solal Heilman disparaît, sa fille Ida décide de partir à sa recherche. Elle enquête sur le web puis se rend sur les lieux de sa disparition, la petite bourgade iséroise de Lévionna où elle rencontre Jaro, un repris de justice qui y purge sa peine en libération conditionnelle. Ida et Jaro mènent l'enquête mais doivent démêler des secrets enfouis liés, entre autres, à une mystérieuse secte dite « des Écrins » qui était en activité trente ans auparavant, en 1994.

## Distribution
- Hatik : Jaro Gatsi
- Camille Lou : Giovanna DeLuca, une des enquêtrices de la gendarmerie
- Noémie Schmidt : Ida Heilman, « websleuth » (limière du web dans des enquêtes participatives en tant qu'administratrice du site idata)
- Masha Billy : Malia Gatsi, fille de Jaro
- Nicolas Godart : Romeo DeLuca, sportif déchu à la suite d'une blessure et frère de Giovanna
- Isabelle Candelier : Carmela DeLuca, mère de Giovanna et Romeo
- Raphaël Ferret : Erwan Le Floch, gendarme et mari de Giovanna
- Basile Violette : Titouan Le Floch, fils de Giovanna et Erwan
- Jean-Marc Barr : Solal Heilman, le père d'Ida, journaliste d'investigation
- Stefano Cassetti : Caleb Johansson, gourou de la secte des Écrins
- Kad Merad : Claude Chevallier, oncle de Jaro
- Romane de Stabenrath : Juliette Chevallier, mère de Jaro
- Florence Muller : Marie Chevallier, épouse de Claude
- Marianne Basler : Valérie Faure
- Roxane Arnal : Valérie, jeune
- Vincent Rottiers : Vincent
- Léo Legrand : Hari Faure, médecin et petit ami de Romeo
- Bernard Blancan : Denis Monnier
- Anaïs Parello : Anaïs Aymard, mère de Malia Gatsi
- Ludmilla Makowski : Emma Marçais, victime de meurtre
- Étienne Diallo : Sofiane Klaus
- Séverine Vincent : La Detraz
- Apollonia Luisetti : La Detraz, jeune

Photos des acteurs
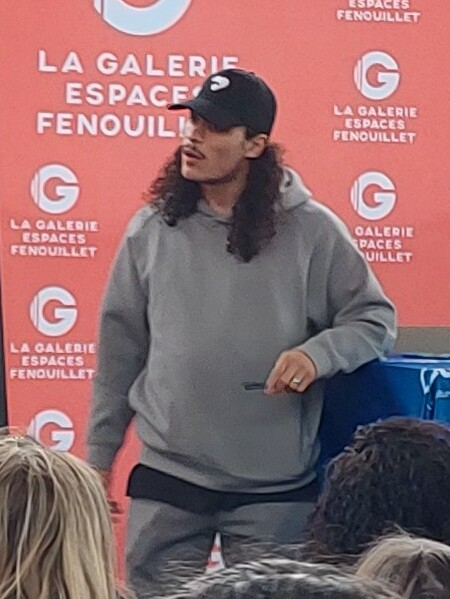
Hatik interprète Jaro Gatsi.
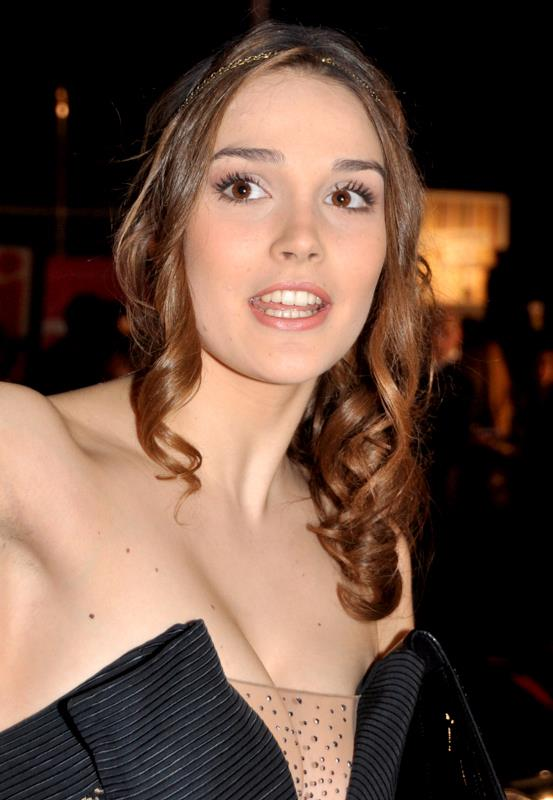
Camille Lou interprète Giovanna DeLuca.
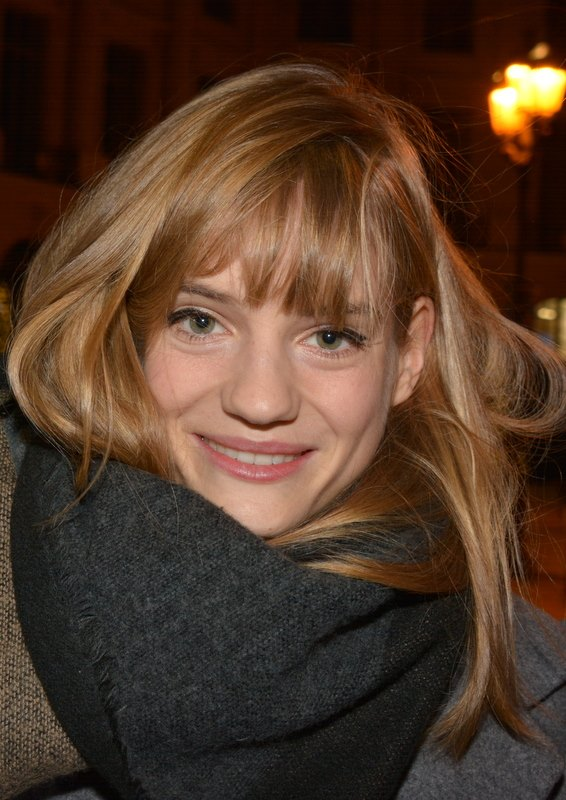
Noémie Schmidt interprète Ida Heilman.
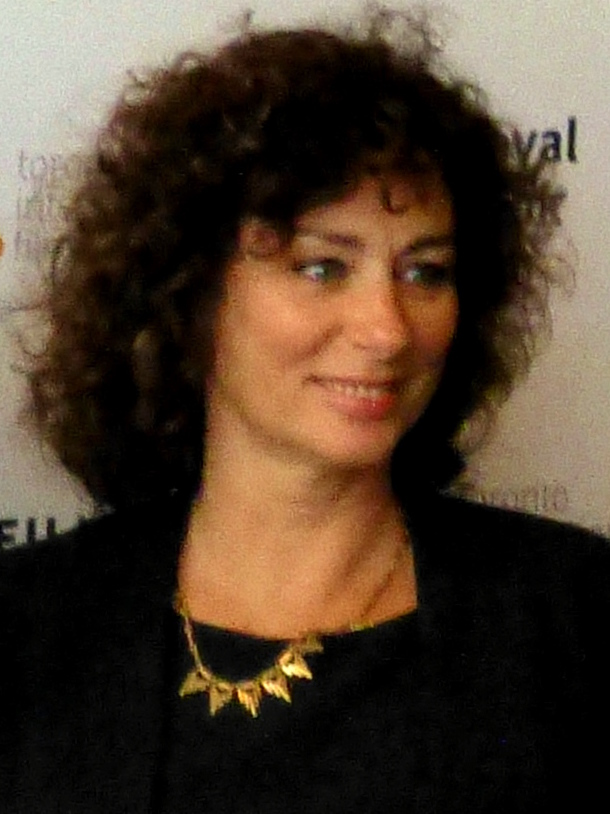
Isabelle Candelier interprète Carmela DeLuca.
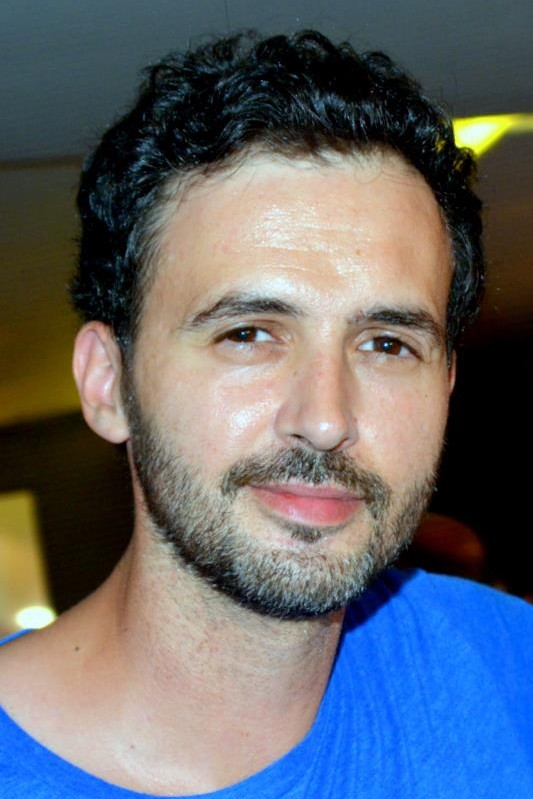
Raphaël Ferret interprète Erwann Le Floch.
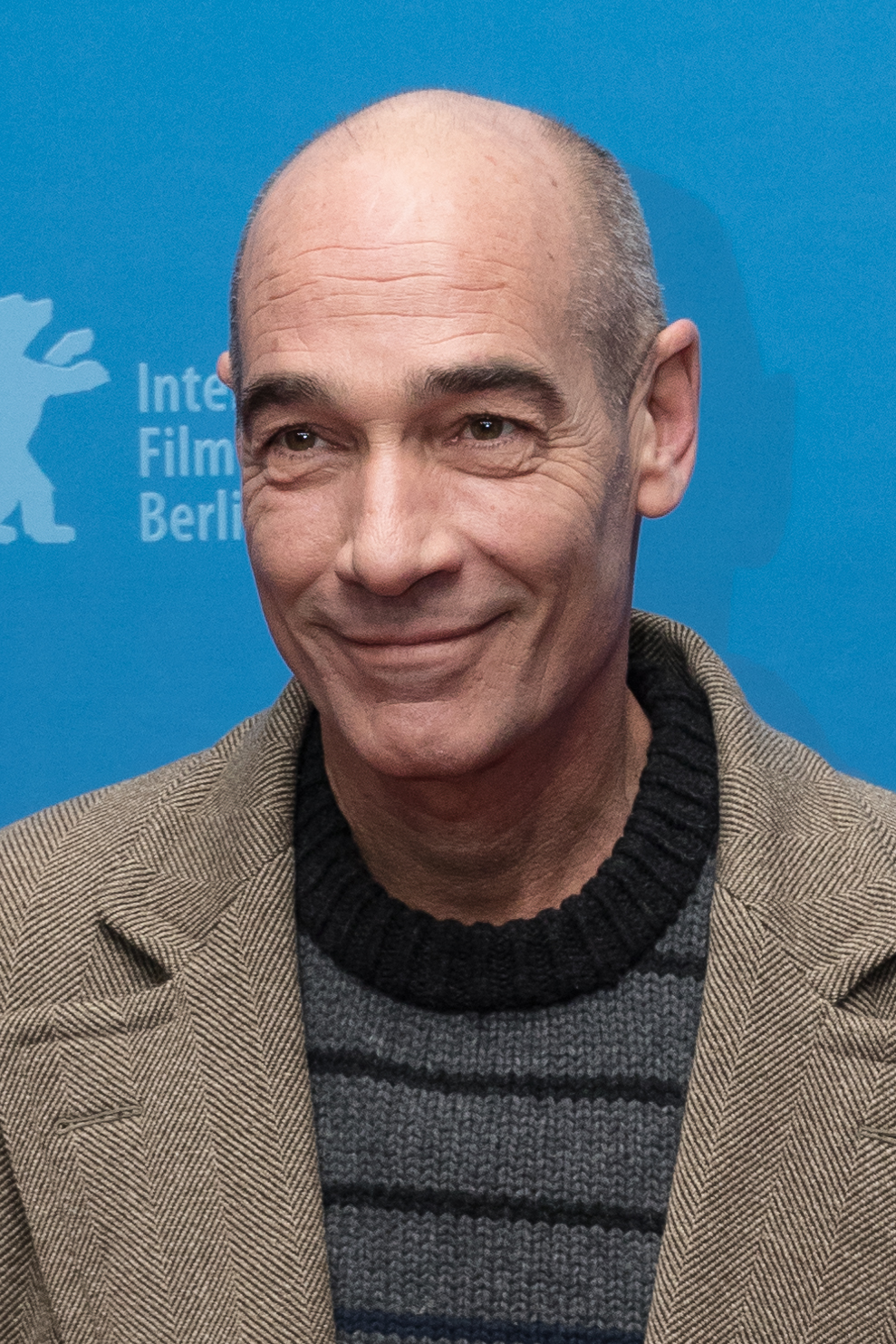
Jean-Marc Barr interprète Solal Heilman.
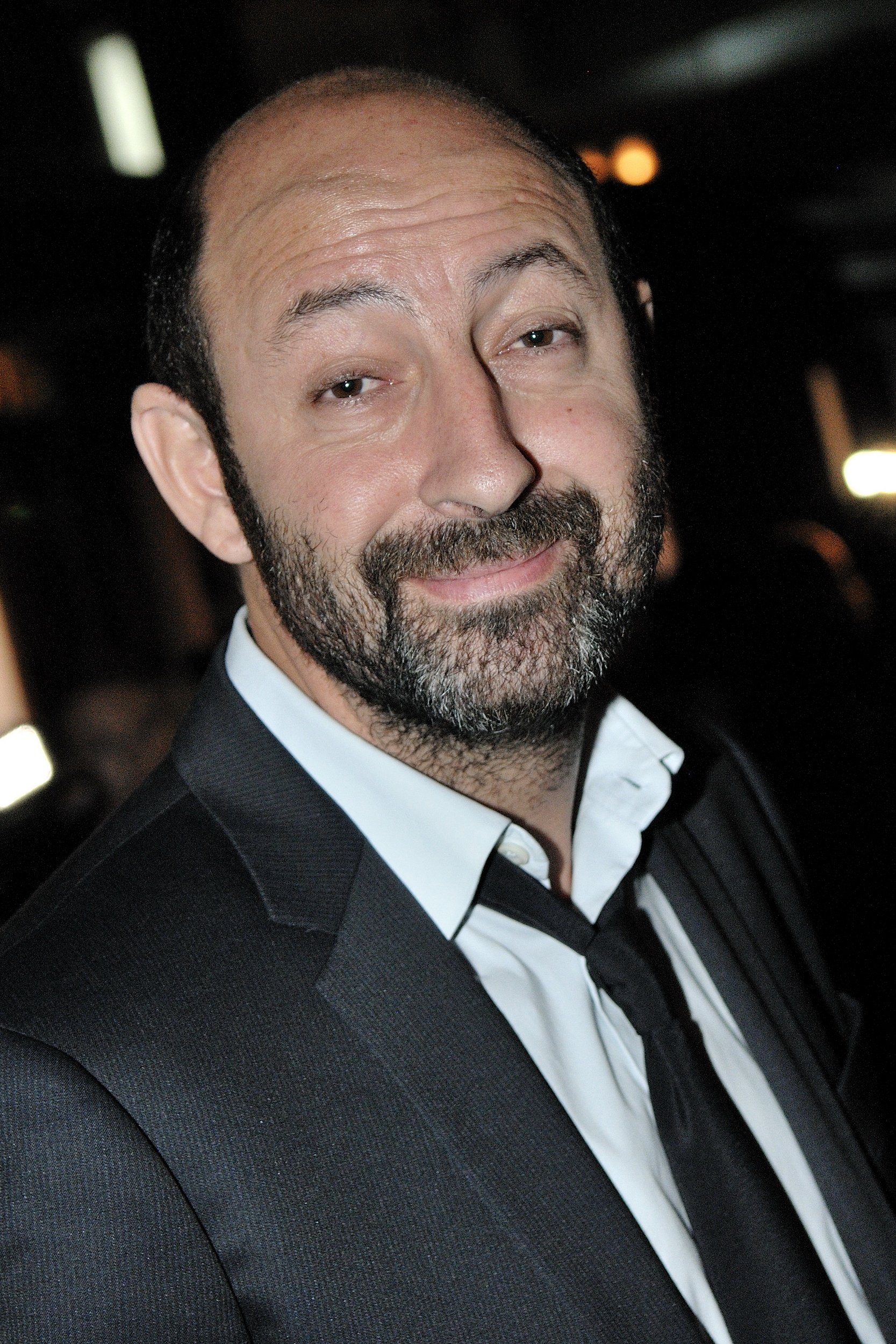
Kad Merad interprète Claude Chevallier.
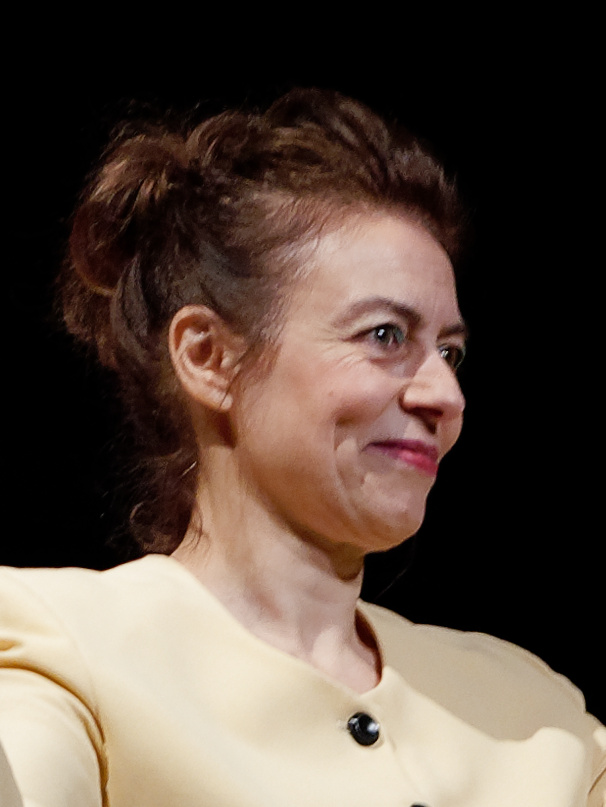
Florence Muller interprète Marie Chevallier.

## Production

### Développement
Anthracite est créée par Fanny Robert et Maxime Berthemy, qui ont présenté le premier pitch à Netflix mi-2021.
Le scénario de la mini-série est écrit par Fanny Robert et Maxime Berthemy, avec l'aide de Mehdi Ouahab et Sophie Lebarbier. Les six épisodes sont réalisés par Julius Berg.
L'histoire d'Anthracite est inspirée par les suicides collectifs dans les années 1990 de membres appartenant à la secte de l'ordre du Temple solaire,.
Avant d'adopter son nom définitif, Anthracite, la mini-série s'intitulait True Crime. Le nom Anthracite fait référence au charbon extrait des mines du plateau Matheysin.
Anthracite inaugure les « éco-productions » de Netflix réalisées en France. Pendant le tournage de la mini-série, Alice Pigné, une « éco-référente », sensibilisait les équipes aux enjeux sociaux et environnementaux et estimait les émissions de CO2 (transports, énergies consommées...) pour qu'1 % du coût carbone soit donné à des associations,.
La ville fictive où se situe la majeure partie de l'action de la série, Lévionna, est en majorité basée sur la ville de Pont-en-Royans.

### Tournage
Le tournage a lieu entre février et mai 2023 durant 75 jours dans la région Auvergne-Rhône-Alpes. Les prises de vues ont lieu en Isère, notamment à Grenoble : le garage hélicoïdal est utilisé pour représenter le box de Solal, l'hôtel de ville pour l'intérieur de la gendarmerie de Lévionna, la MC2 et le centre CEA pour les intérieurs du laboratoire Arcacia, et l'ancien institut Dolomieu pour les extérieurs de l'hôpital de Lévionna (les intérieurs étant filmés à Saint-Martin-d'Hères, dans l'agglomération grenobloise). D'autres prises de vues sont faites à Saint-Martin-d'Hères, Chamrousse (pour la station de ski et le mobil-home de Romeo), La Mure (dont le cimetière apparaît comme celui de Lévionna), Susville, Vinay, Pont-en-Royans, Saint-Honoré et dans le Trièves : à Mens (où se trouve la ferme des Chevallier), au pont de Brion et au viaduc de Monestier. Des scènes sont également tournées en Savoie : à Lépin-le-Lac, où la Maison ronde sert de décor au repère de la secte des Écrins, et à Saint-Georges-d'Hurtières. Il a également eu lieu dans la Drôme : au Mémorial de la Résistance situé à Vassieux-en-Vercors (qui représente les extérieurs du laboratoire Arcacia), dans les gorges de la Bourne où se déroule la course-poursuite de l'épisode 3, ainsi que dans la grotte de Thaïs à Saint-Nazaire-en-Royans,.
D'autres séquences sont filmées dans le massif de Belledonne, aux lacs Robert, à la Mine image de la Motte-d'Aveillans (qui représente les galeries d'extraction d'Arcacia), au col de l'Arzelier à Château-Bernard (où se trouve l'hôtel par lequel passe le personnage d'Anaïs), et au sanctuaire de Notre-Dame de La Salette qui, retouché numériquement, a été utilisé pour représenter les extérieurs de l'asile psychiatrique,: les deux clochers de la basilique ont pour ce faire été effacés, et la production a donné aux bâtiments une allure new-yorkaise « à la Gotham City », selon les mots de Julius Berg. Les intérieurs de l'asile sont tournés dans un manoir privé à Vinay.
Le 29 mars, le tournage dans la grotte de Thaïs est interrompu en raison de maux de tête ressentis aux alentours de 10 h par plusieurs personnes lors de l'installation du matériel. Des tests sont alors effectués pour vérifier que la grotte ne contient pas de monoxyde de carbone. Les résultats étant négatif, le tournage a pu reprendre,.
Au total, le tournage a réuni 90 techniciens, 60 rôles et près de 1 300 figurants originaires de la région.

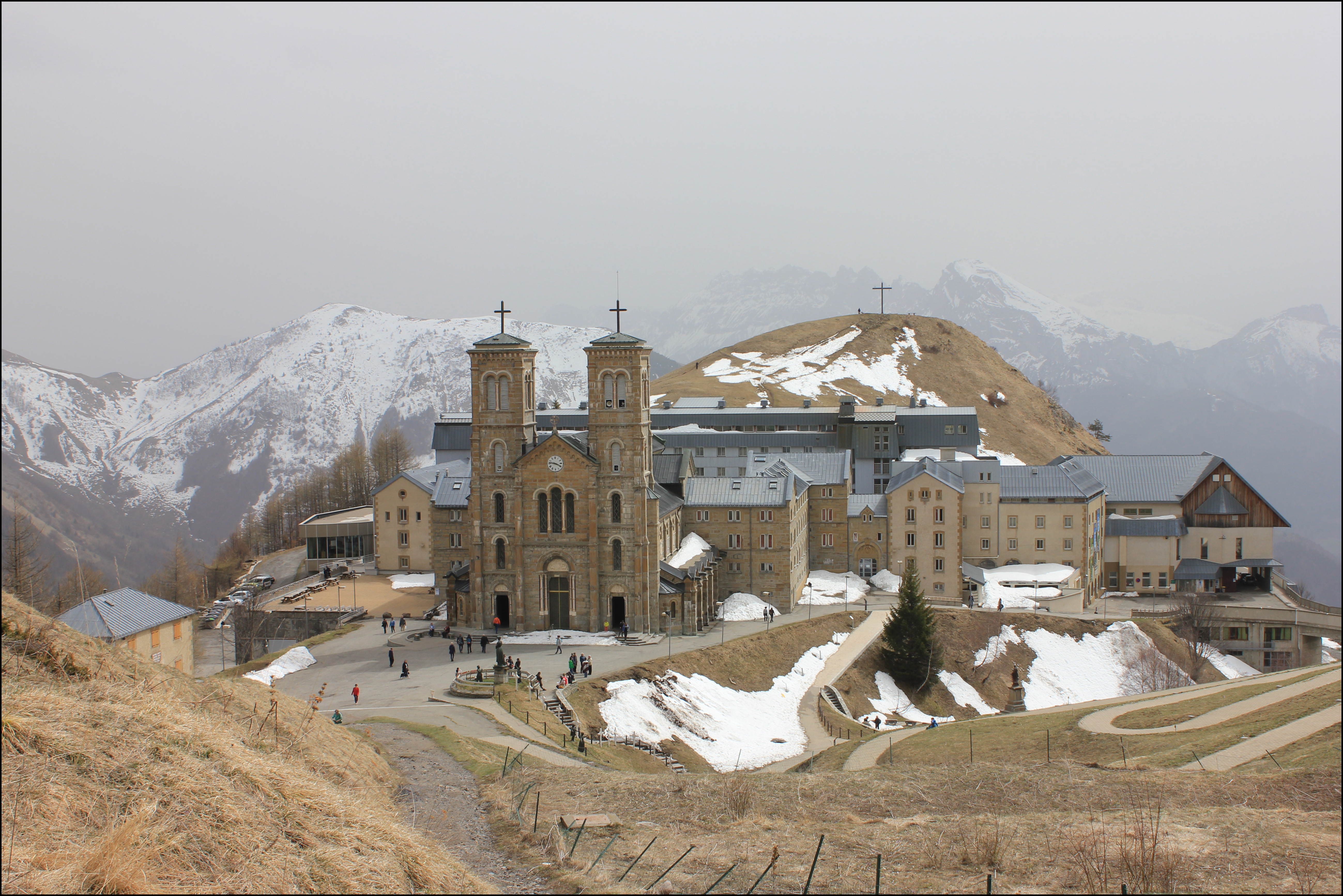
Le sanctuaire de Notre-Dame de La Salette, numériquement modifié pour représenter l'asile psychiatrique.
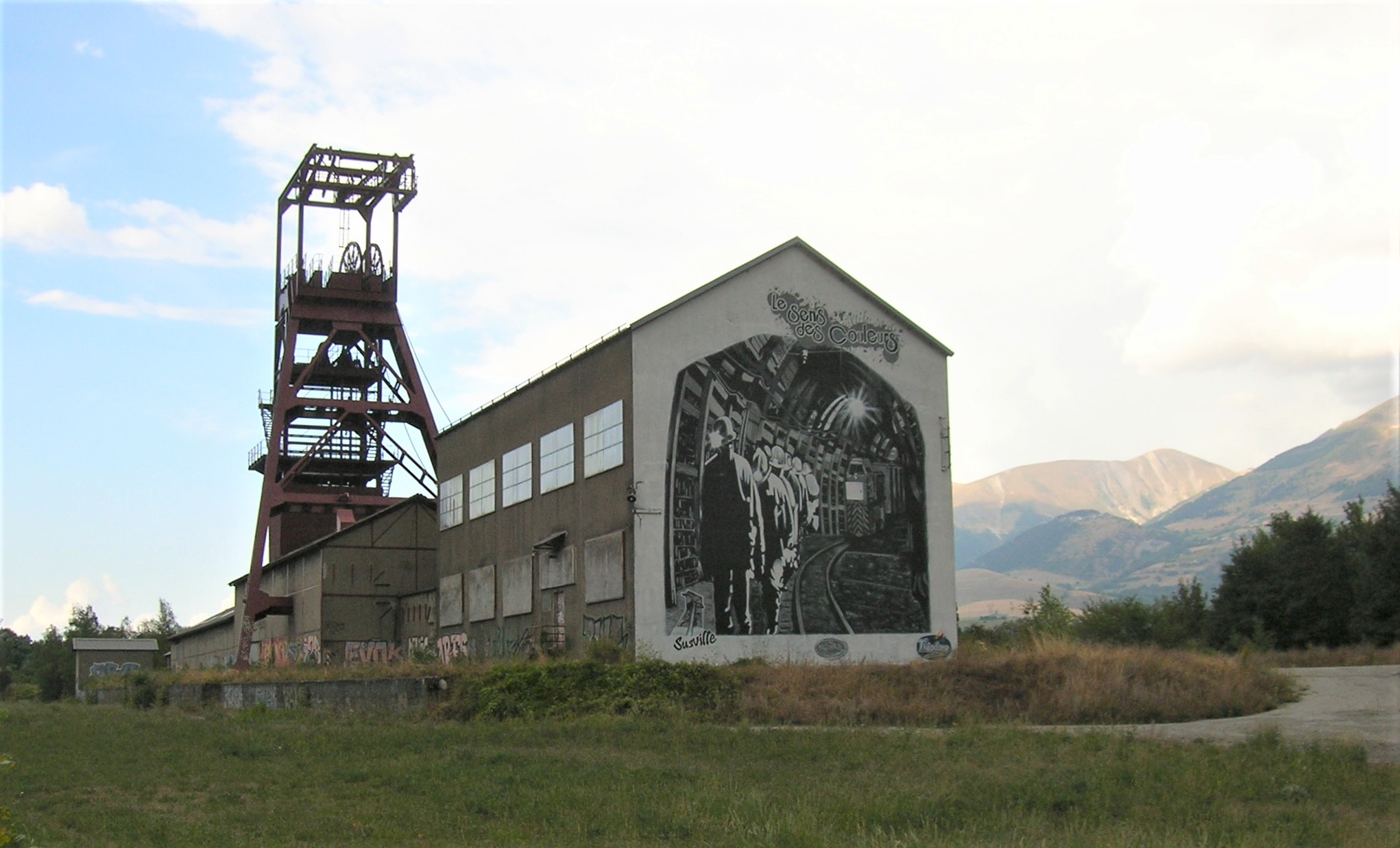
Le puits du Villaret (Susville).
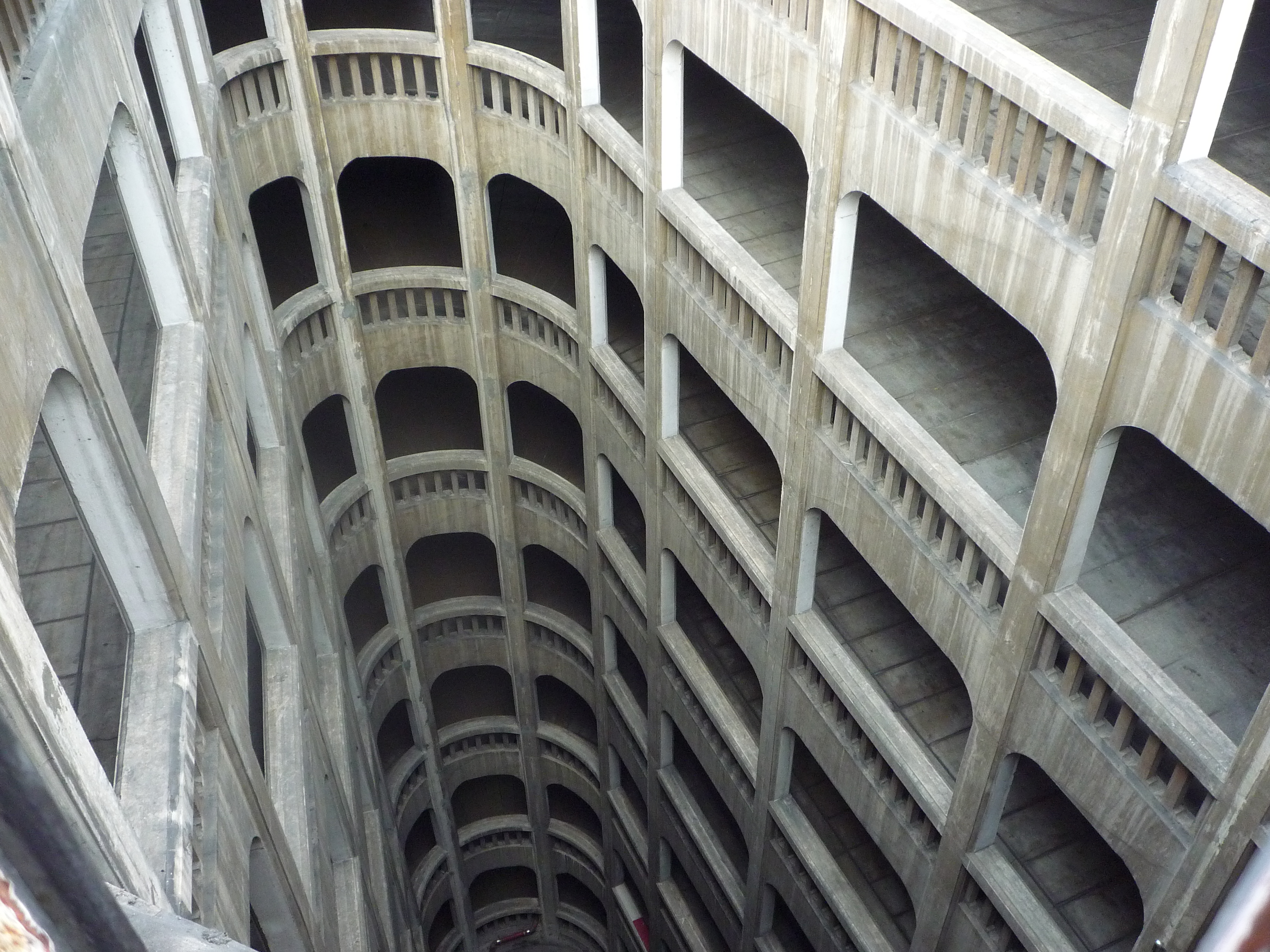
Le garage hélicoïdal (Grenoble), qui représente le box de Solal.
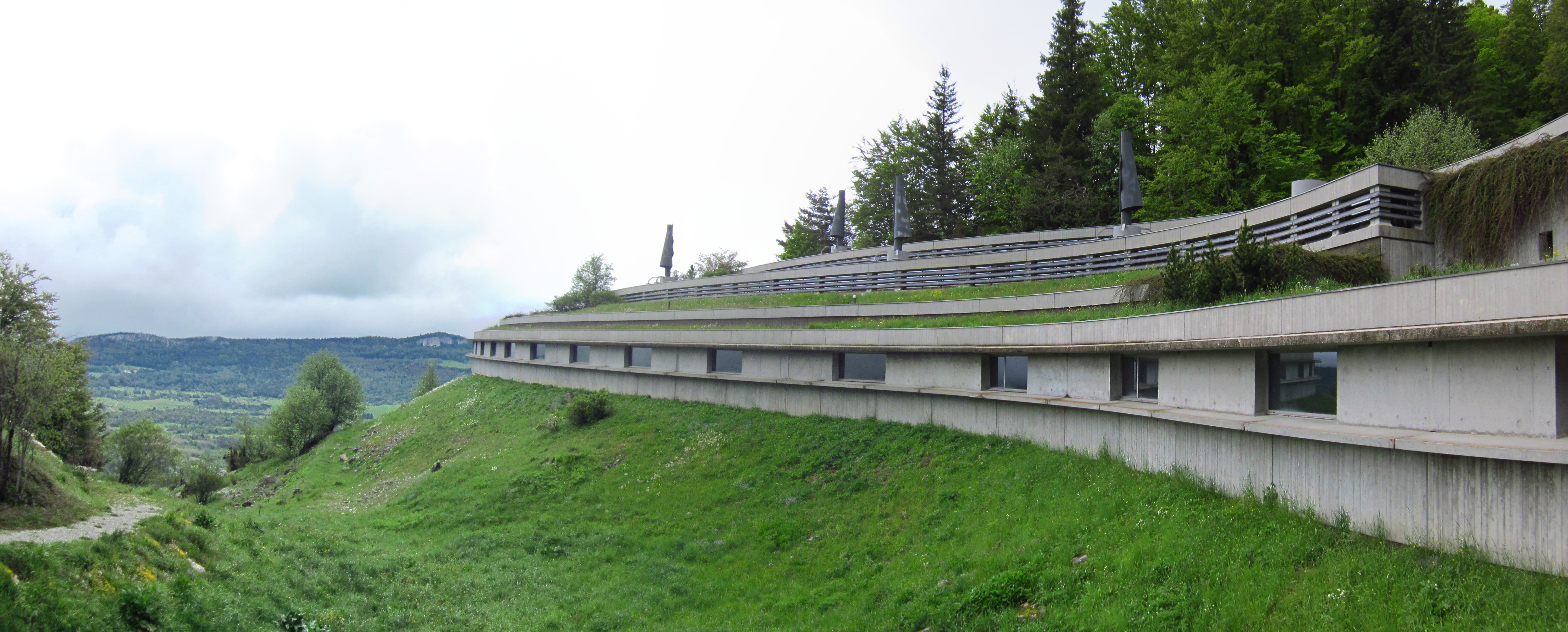
Mémorial de la Résistance de Vassieux-en-Vercors, qui représente le laboratoire Arcacia.
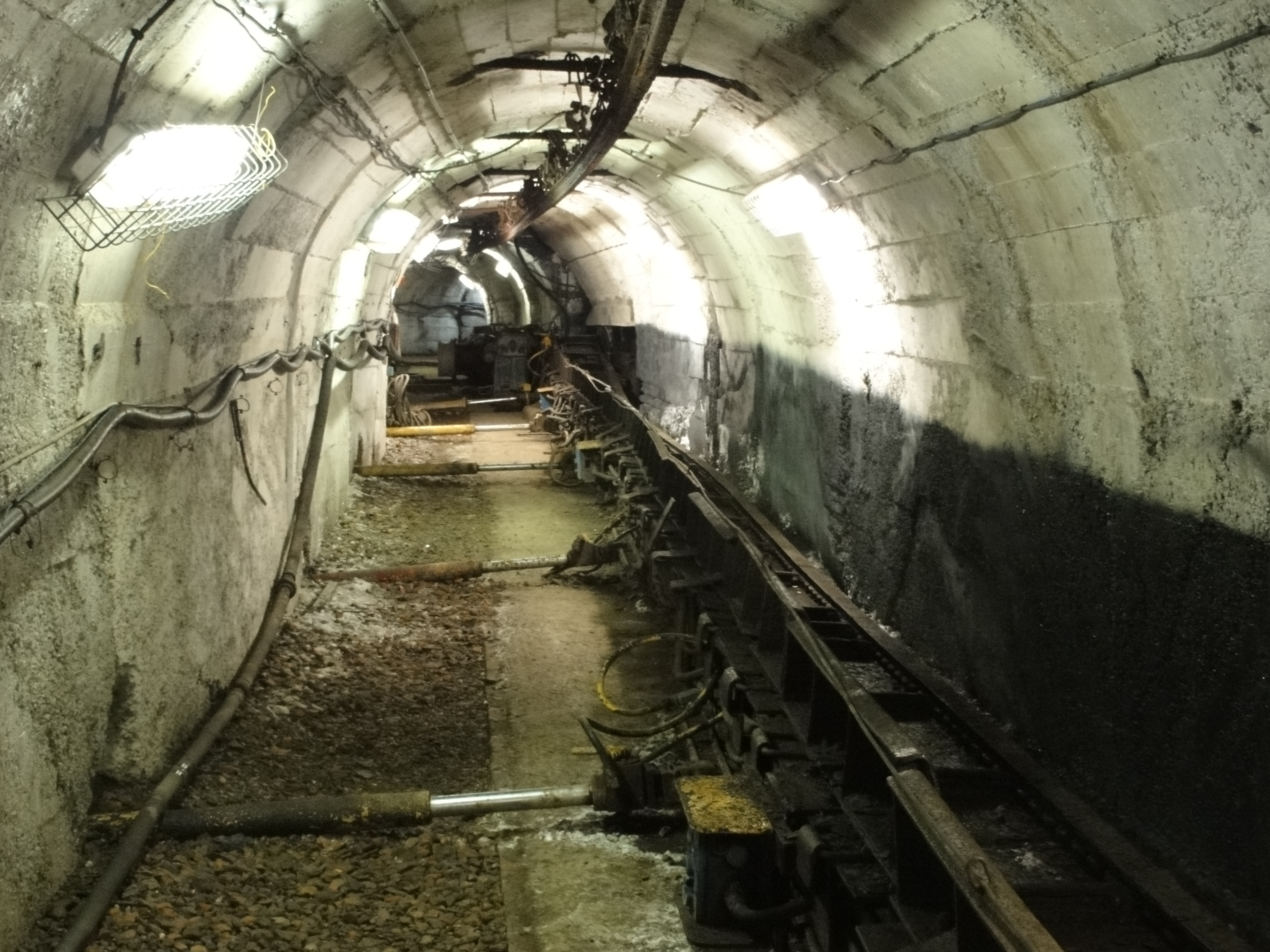
Les galeries de la Mine Image, qui servent de décor aux souterrains d'Arcacia.
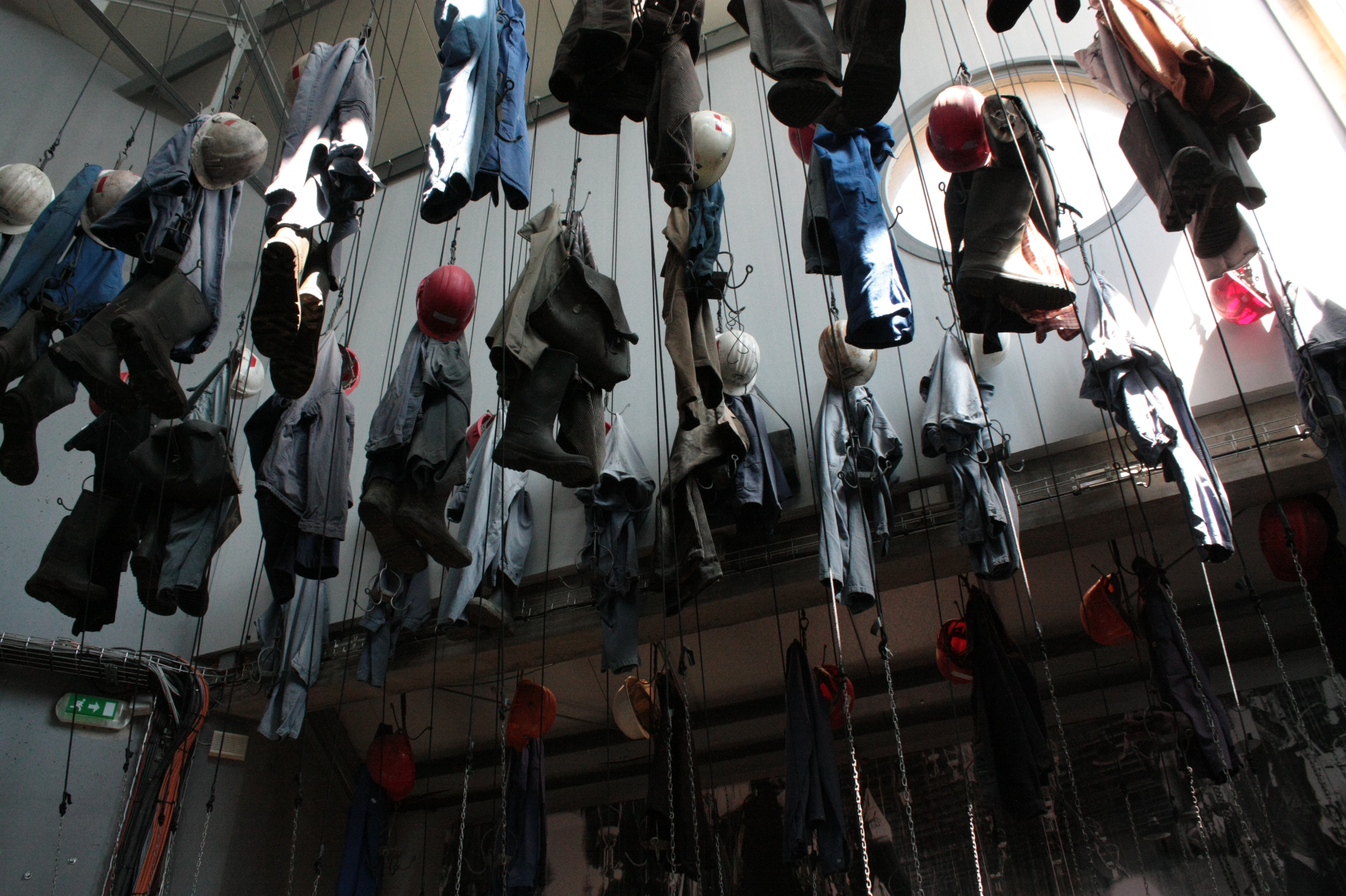
La Mine Image, qui sert de décor au musée de la mine visité par les enfants de Lévionna.
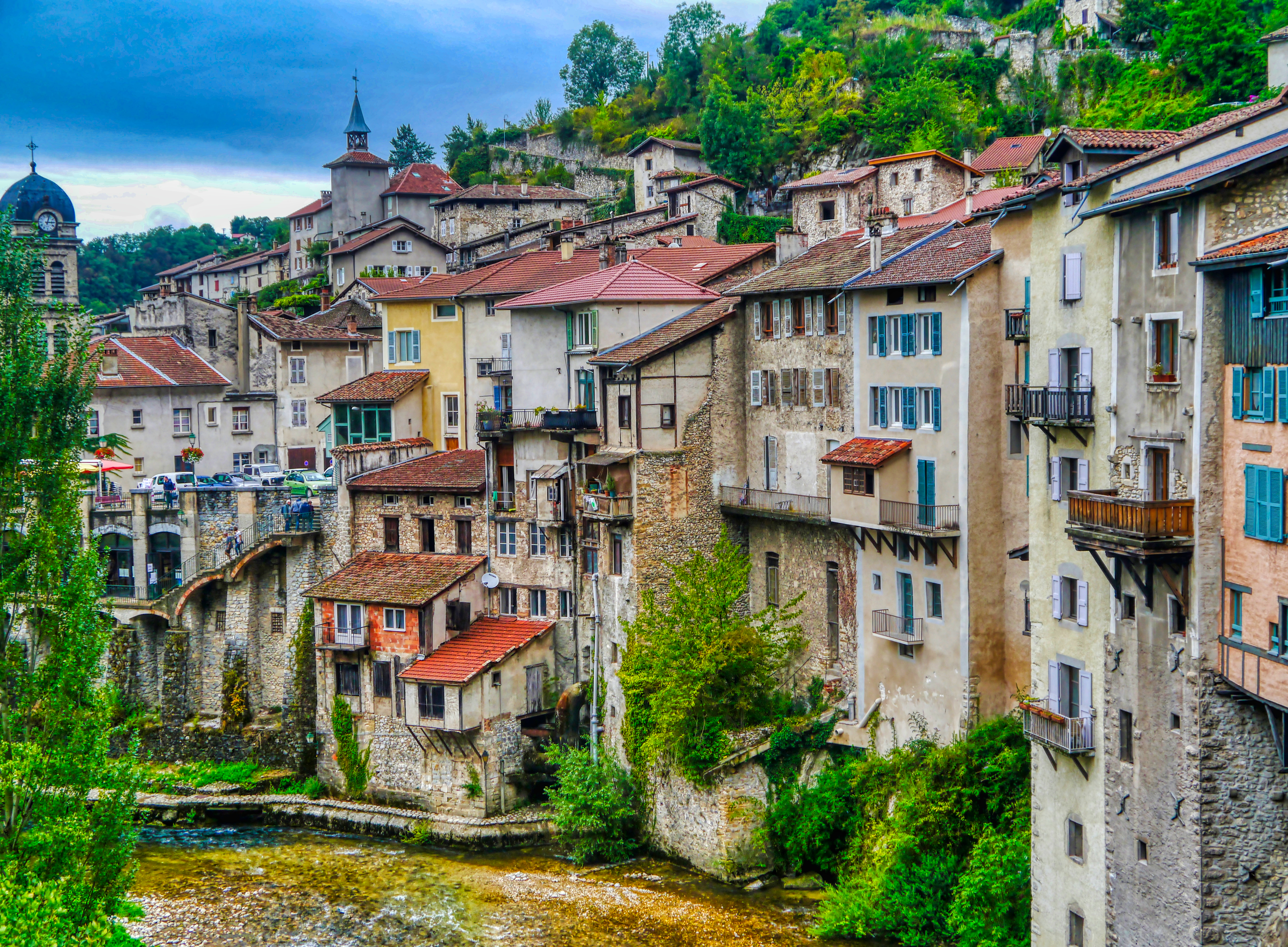
Pont-en-Royans, qui sert de décor principal pour représenter le village fictif de Lévionna.
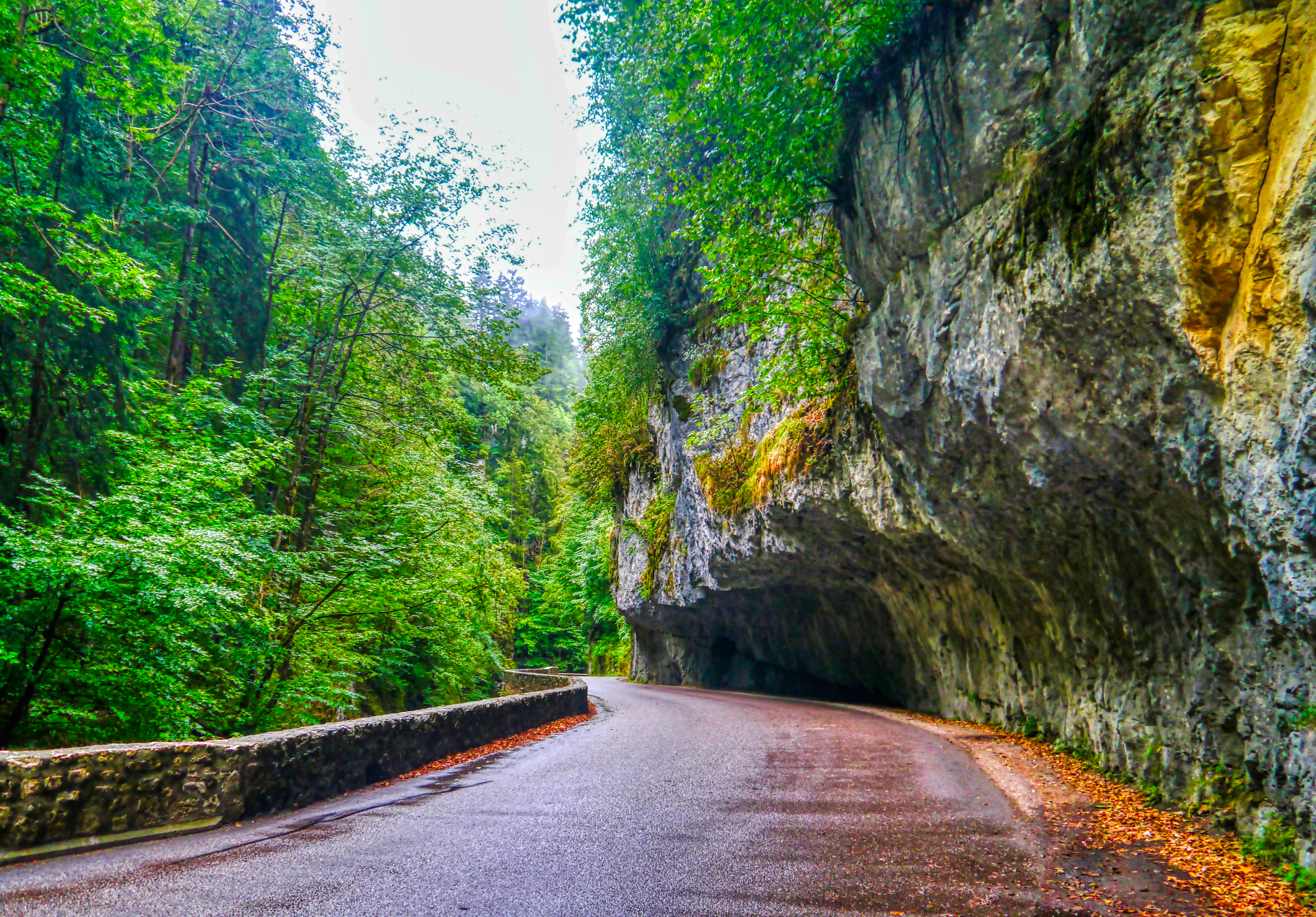
Les gorges de la Bourne, au sortir de Pont-en-Royans, où se déroule la course-poursuite de l'épisode 3.
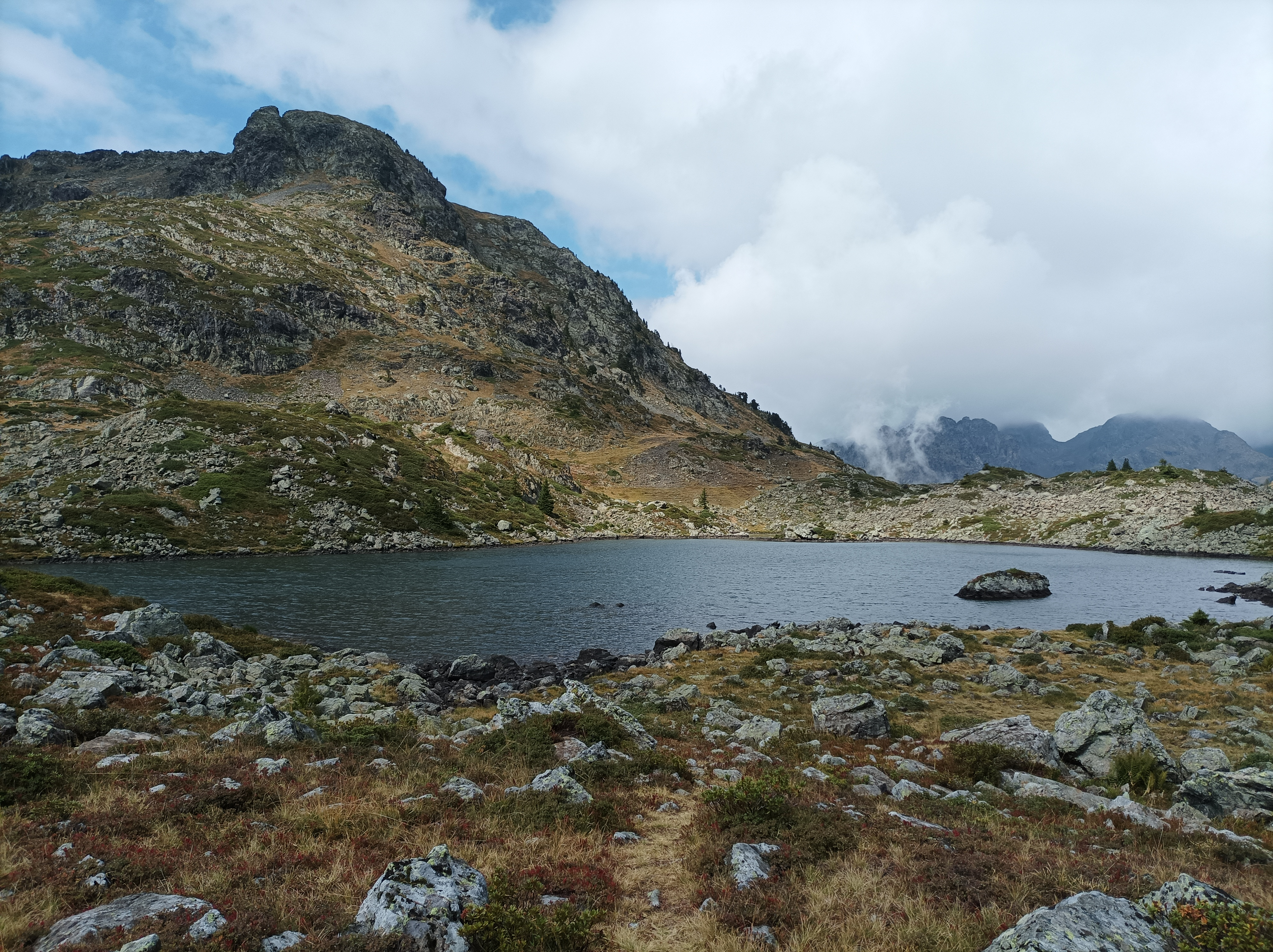
Les lacs Robert, où est retrouvé le cadavre noyé d'une jeune fille.
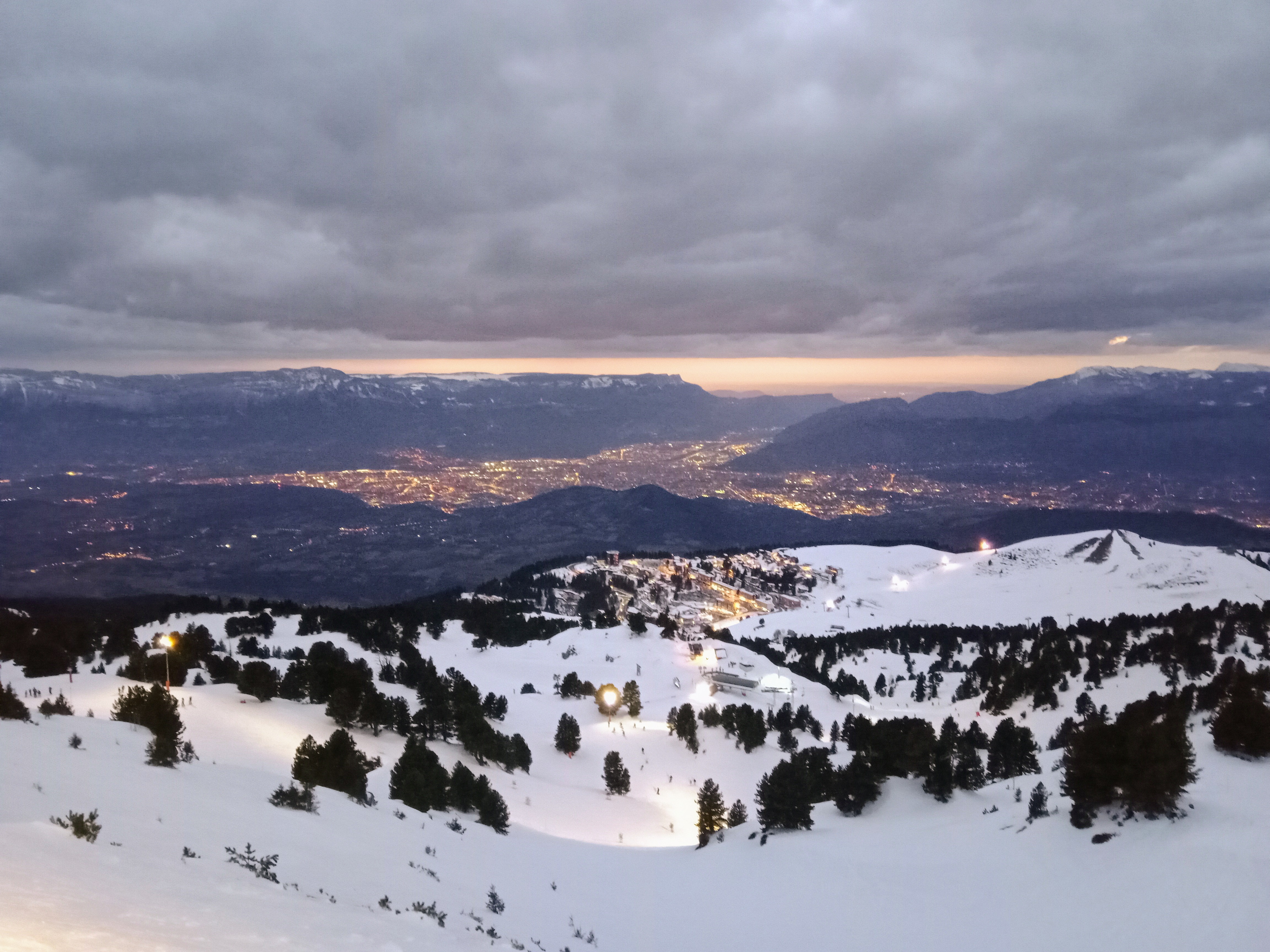
Chamrousse, au-dessus du Y grenoblois, qui sert de décor à la station de ski de Lévionna.
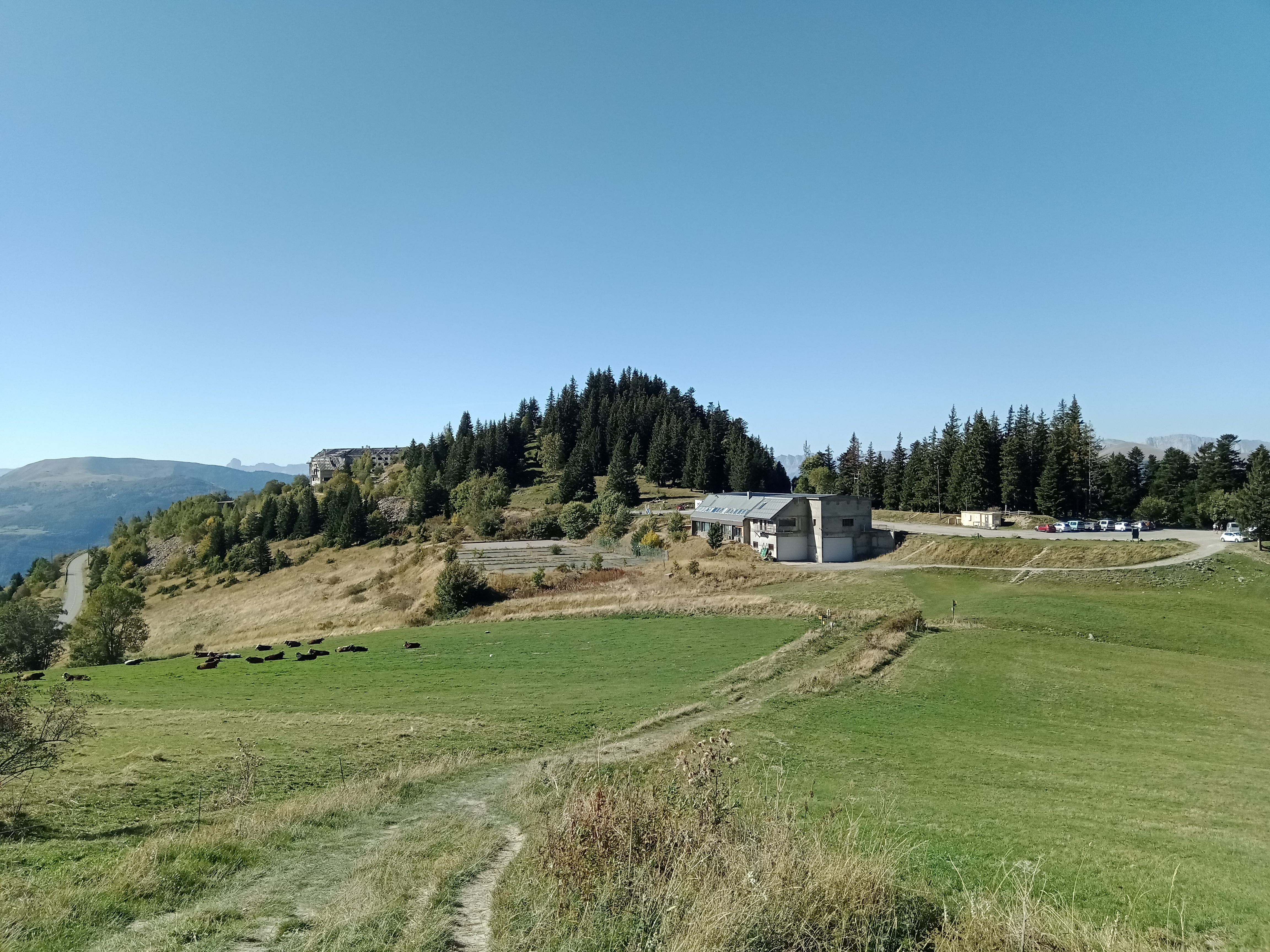
Saint-Honoré, où ont notamment été tournées les scènes de l'extérieur de la gendarmerie de Lévionna.
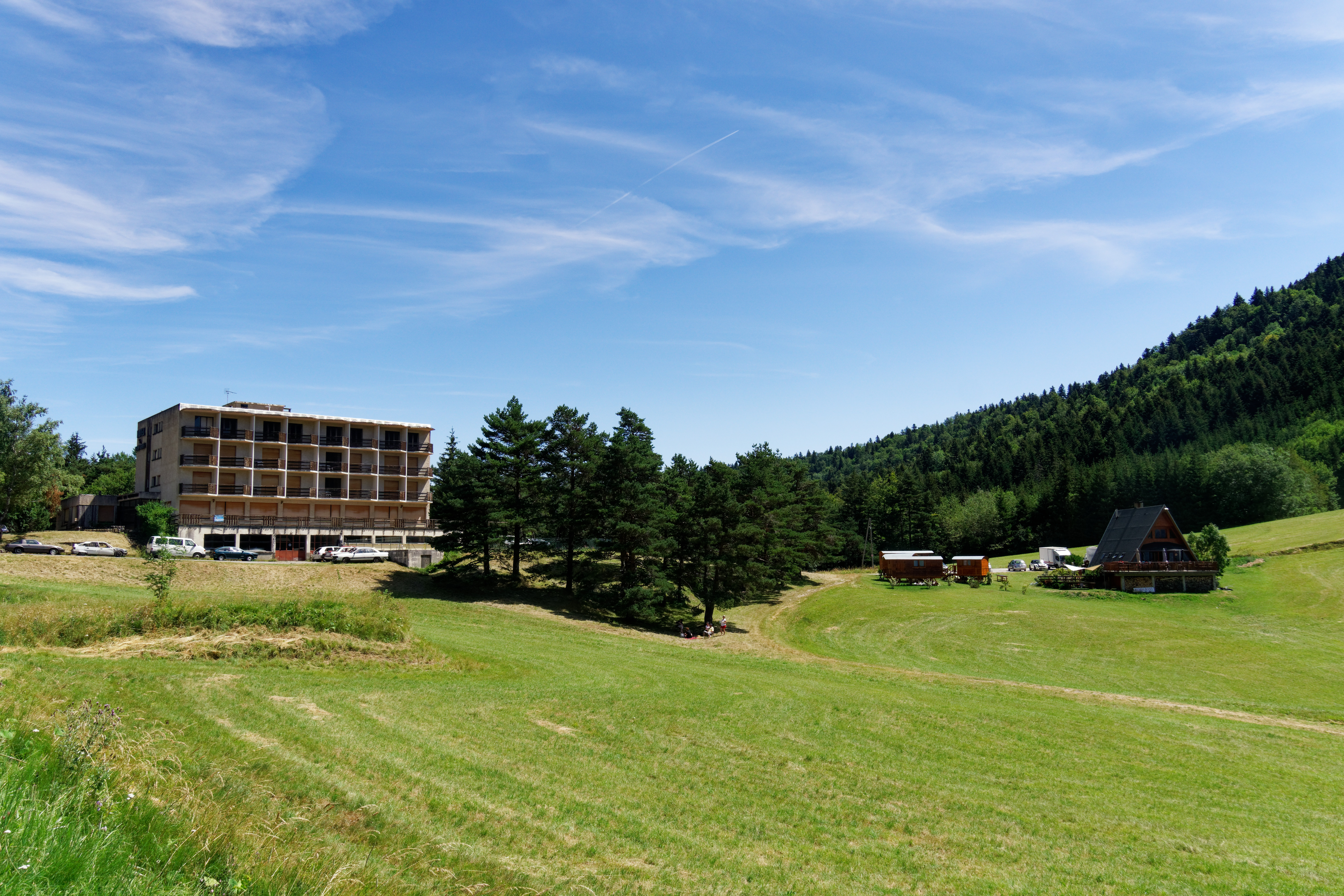
Le col de l'Arzelier et l'ancien hôtel des Deux Sœurs par lequel passe le personnage d'Anaïs.
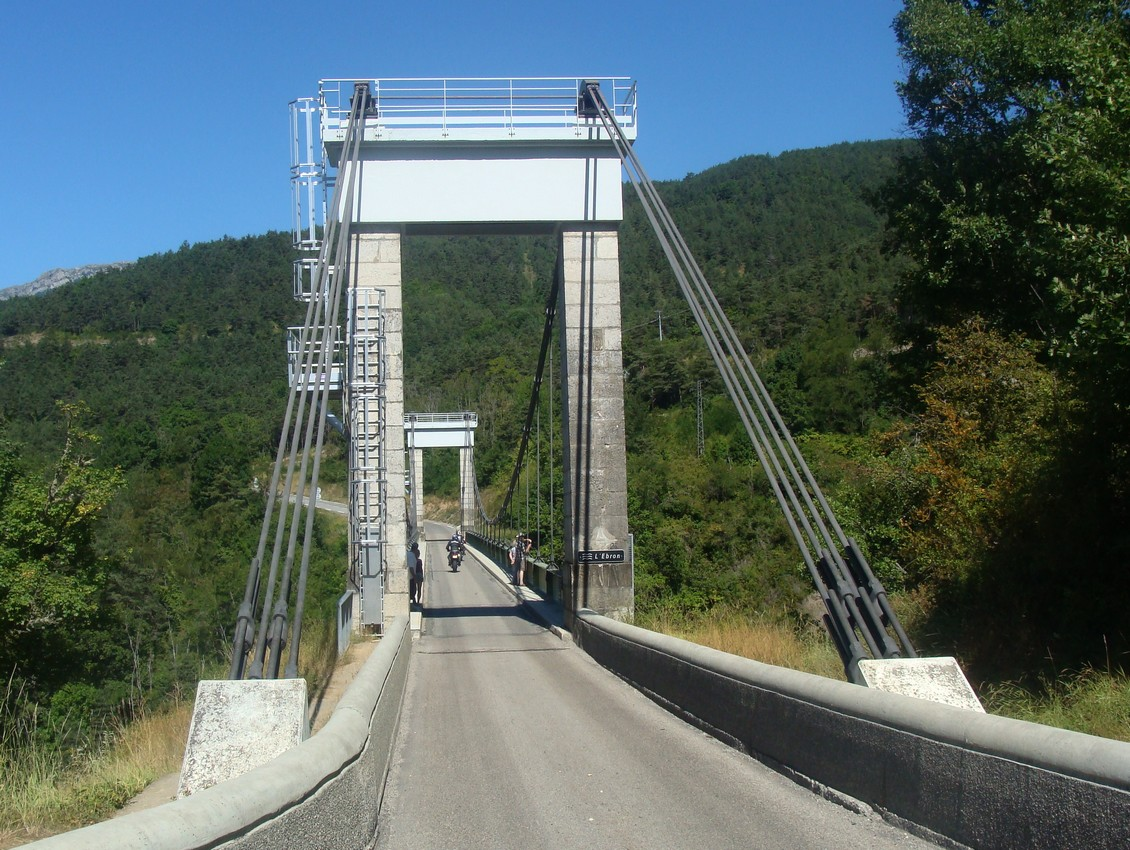
Le pont de Brion, qui apparaît dans l'épisode 5.
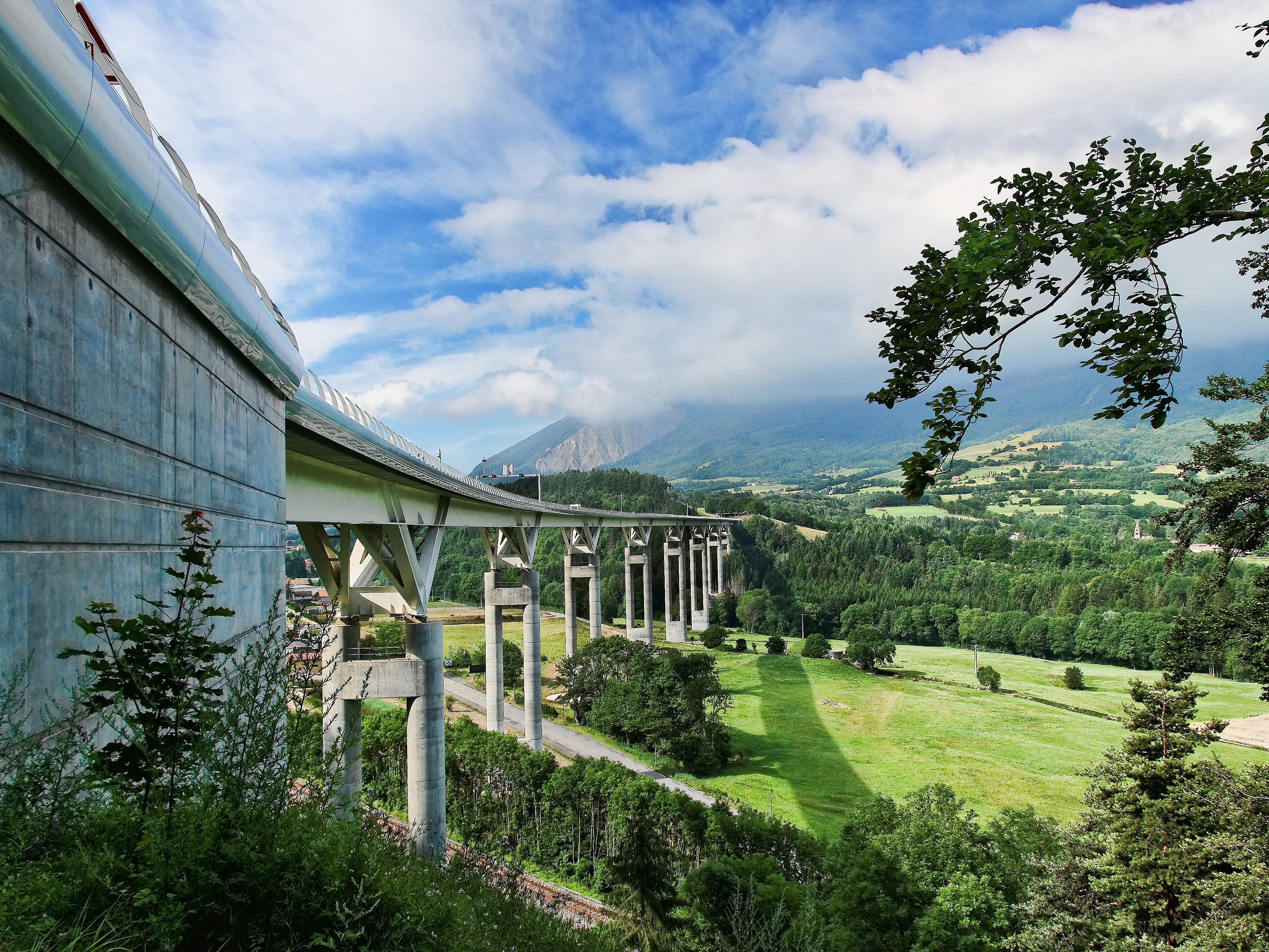
Le viaduc de Monestier, qui apparaît dans l'épisode 6.

### Musique
La bande originale de la série est composée par Judson Crane et David Quattrini.
En plus de cela, plusieurs chansons sont utilisées au fil des épisodes, notamment What Is Love de Haddaway, qui revient à plusieurs reprises, mais aussi VCR de The xx, Bright Horses de Nick Cave & The Bad Seeds (issu de l'album Ghosteen), entre autres.

### Diffusion
Une première bande-annonce est mise en ligne par Netflix le 6 mars 2024. Un extrait exclusif est diffusé le 27 mars 2024, et une deuxième bande-annonce est dévoilée deux jours après. Tous les épisodes ont été rendus disponibles le 10 avril 2024.

## Fiche technique
Sauf indication contraire, les informations mentionnées dans cette section peuvent être confirmées par la base de données cinématographiques IMDb,  présente dans la section « Liens externes ».
- Titre : Anthracite
- Titre original : Anthracite : Le mystère de la secte des Écrins
- Création : Fanny Robert et Maxime Berthemy
- Réalisation : Julius Berg
- Scénario : Fanny Robert et Maxime Berthemy
- Musique : Judson Crane et David Quattrini
- Direction artistique : N/A
- Décors : Eddy Penot
- Costumes : N/A
- Photographie : N/A
- Montage : N/A
- Casting : Eugénie Piolat
- Production : Anthracite Productions (Mediawan) et White Lions Film (Mediawan)
- Sociétés de production : Anthracite Productions (Mediawan), White Lions Film (Mediawan)
- Société de distribution : Netflix
- Pays de production :  France
- Langue originale : français
- Format : N/A
- Genre : thriller, policier
- Nombre de saisons : 1
- Nombre d'épisodes : 6
- Durée : 46 à 53 minutes
- Date de première diffusion : 10 avril 2024 sur Netflix

## Épisodes
1. Les flammes brûlent encore
2. Le 13e Disciple
3. Tu ne peux faire confiance à personne
4. Levia Borelis
5. Une ombre plus noire encore
6. L'Équilibre du monde

## Accueil

### Critiques
Le récit reçoit des critiques plutôt partagées. Sur Allociné, les avis sont plutôt positifs, avec une note de 3.5⁄5 basée sur 5 critiques presses, et une note de 3.1⁄5 basée sur 466 notes de spectateurs. Sur IMDb, la série se voit attribuer une moyenne de 6⁄10 pour près de 2 000 notes d'utilisateurs.
Le journaliste Jean-Michel Selva de Sud Ouest qualifie Anthracite de « série ambitieuse qui veut bouleverser les codes de l'enquête policière classique. Elle y réussit avec du mystère, de l'action et un soupçon de comédie » et prévient : « Il faut toutefois s'accrocher, car le montage est assez perturbant, tout comme certaines images ». L'interprétation de l'actrice Noémie Schmidt est qualifiée de « remarquable ».
Léa Colombo, du quotidien Les Échos, estime que « Anthracite se cherche, entre drame et comédie, mais ne sait pas sur quel pied danser ». Concernant les rôles, Hatik est qualifié de « convaincant » et grâce à Noémie Schmidt « la série gagne en originalité et en punch ». Léa Colombo ajoute : « la série offre [...] de superbes images d'étendues enneigées et de sites miniers » mais tempère : « un merveilleux décor pour un divertissement de maigre teneur ».
Thomas Graindroge pour Le Point reconnaît que la série « évite les écueils » des procédés narratifs éculés d'enquêtes policières, notamment en modernisant le concept à travers le personnage de Noémie Schmidt, qui « offre [à la série] une fraîcheur bienvenue ». Louant les décors, Graindroge regrette cependant un démarrage trop lent et un usage « un peu trop téléphoné de flash-back pour révéler la nature profonde des personnages ».
Bien plus mitigé, Charles Martin pour Première fait l'éloge des « décors somptueux » tout en regrettant un « polar boiteux » qui « s'embourbe de twists fumeux en révélations grossières ». Il reconnaît cependant la « vitalité nouvelle » apportée au genre par le personnage de Noémie Schmidt et du web sleuthing.